# Runnin' with the Devil
Runnin' with the Devil è un singolo del gruppo musicale statunitense Van Halen, pubblicato nel 1978 ed estratto dall'eponimo album Van Halen.

## Descrizione
Il brano si apre con un insieme di suoni di clacson. Questi furono presi dalle auto dei membri della band e alimentati in una scatola da due batterie per auto, con un interruttore a pedale. Il produttore Ted Templeman ha abbassato i clacson prima di aggiungerli alla traccia. La stessa idea venne usata originariamente durante i concerti della band nei club, e apparve nella demo registrata con Gene Simmons.
Il testo del brano è stato spesso frainteso come satanico, tuttavia il gruppo non ha mai svelato il significato reale della canzone. L'interpretazione più realistica potrebbe essere la descrizione di un giovane che corre per la libertà (anziché con il diavolo). La libertà viene raffigurata come mancanza di legami sociali e di vita nel presente. Il significato del testo è stato anche interpretato come un tentativo di convincere una persona che la scelta di una vita "semplice" non è così sbagliata come potrebbe sembrare.
Nel 2009, Runnin' with the Devil è stata nominata la nona migliore canzone hard rock di sempre da VH1.

## Nella cultura di massa
La canzone è stata utilizzata nella serie televisiva Freaks and Geeks e nei film Detroit Rock City, Pronti alla rissa e Little Nicky - Un diavolo a Manhattan.

## Tracce
7" Single Warner Bros. 17 162
1. Runnin' with the Devil – 3:32
2. Eruption – 1:42

7" Single Warner Bros. WB 17 604
1. Runnin' with the Devil – 3:32
2. You Really Got Me – 2:37

## Formazione
- David Lee Roth – voce
- Eddie van Halen – chitarra, cori
- Michael Anthony – basso, cori
- Alex van Halen – batteria

## Classifiche
| Classifica (1978–80) | Posizione massima |
| -------------------- | ----------------- |
| Belgio (Fiandre)     | 8                 |
| Paesi Bassi          | 2                 |
| Regno Unito          | 52                |
| Stati Uniti          | 84                |